# Крылья бабочки
«Кры́лья ба́бочки» (исп. Alas de mariposa) — первый полнометражный фильм испанского режиссёра Хуанмы Бахо Ульоа. Являясь лауреатом множества национальных премий, фильм стал самой успешной работой автора.

## Сюжет
Ами — шестилетняя девочка, чувствительный интроверт. Её мать, Кармен, одержима идеей родить сына своему мужу Габриэлю, который не разделяет её желания. Вся семья живёт в доме деда, отца Кармен, также мечтающего о наследнике. Забеременев, Кармен устраняется от воспитания Ами, опасаясь ревности дочери, и их отношения начинают ухудшаться день ото дня. Единственным занятием, в котором Ами чувствует себя свободно и раскованно, является рисование. Успех в этом деле настаёт для неё в момент между смертью деда и рождением брата и остаётся незамеченным родителями. Когда мать после родов возвращается домой, всё её внимание приковано исключительно к сыну, которого Ами начинает ненавидеть и однажды убивает его, задушив подушкой в кроватке. Тринадцать лет спустя Ами ведет затворнический образ жизни и практически не выходит из своей комнаты, являясь по сути служанкой в доме. Ами начинает готовиться к побегу, для чего крадёт продукты в магазине и у молочника, чтобы на сэкономленные деньги купить билет. Однако, дальнейшая череда трагических событий вносит изменения в её планы.

## В ролях
- Сильвия Мунт — Кармен
- Фернандо Вальверде — Габриэль
- Сусана Гарсия Диас — Ами

## Награды и номинации
- Премия «Гойя» (1992) — лучший оригинальный сценарий, лучший режиссёр-дебютант, лучшая актриса (Сильвия Мунт)
- Кинофестиваль в Сан-Себастьяне (1991) — «Золотая раковина» за лучший фильм